# Judith Schulte-Loh

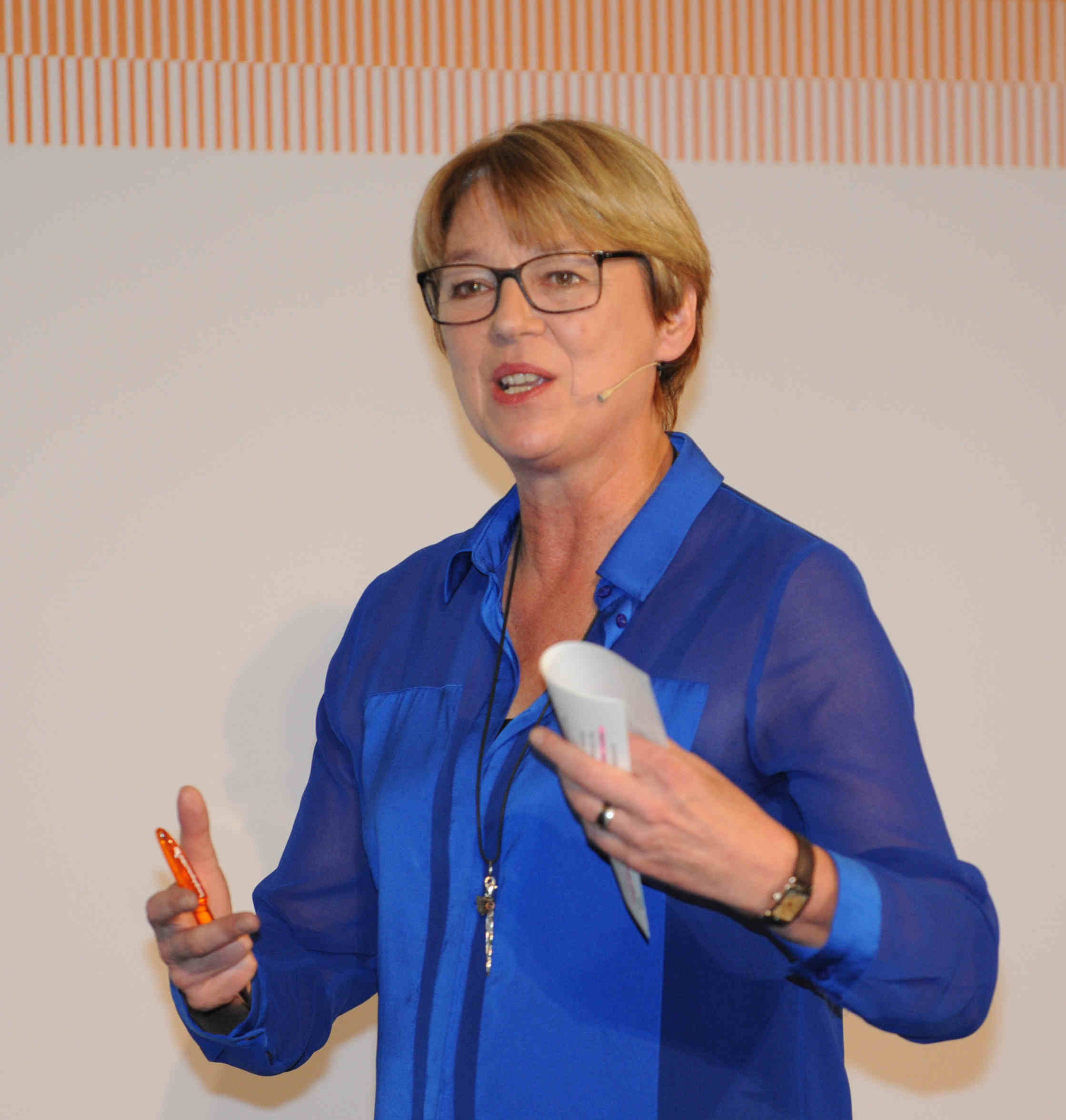
Judith Schulte-Loh, 2015

Judith Schulte-Loh (* 9. Dezember 1959 in Spellen) ist eine deutsche Hörfunk- und Fernsehmoderatorin und Journalistin.
Nach ihrem Abitur studierte sie von 1980 bis 1986 Germanistik, Geschichte sowie Theater-, Film- und Fernsehwissenschaften. Von 1987 bis 1988 war sie Volontärin der Henri-Nannen-Schule in Hamburg.
Danach arbeitete Schulte-Loh als Redakteurin, Moderatorin und Reporterin für die aktuellen Magazine des WDR-Hörfunks. In der Zeit von 1992 bis 1994 moderierte sie in der NDR-Talkshow, daran schloss sich eine Moderatorentätigkeit beim ARD-Morgenmagazin an.
Von 1997 bis 1999 war sie vom WDR als Redakteurin beurlaubt. In dieser Zeit produzierte sie Beiträge für Das Erste und das WDR Fernsehen aus Moskau, wo sie auch ihre Tochter bekam. Seit 2000 ist sie Freie Mitarbeiterin bei WDR und NDR (WDR 2 Hörfunkmagazin, Servicezeit NDR-Fernsehen). 2001 präsentierte sie die Sendungen Markt (WDR-Fernsehen) und Morgenecho (WDR 5). 2002 bis 2004 war sie abermals als Moderatorin des ARD-Morgenmagazins tätig.
Seit April 2004 war oder ist sie Reporterin des ARD-Morgenmagazins, Moderatorin diverser Sendungen bei WDR 5 (u. a. Morgenecho und Europamagazin) sowie seit Januar 2007 Moderatorin des europäischen Magazins ZOOM europa (ARTE).